# Caroline Linková
Caroline Linková (* 2. června 1964, Bad Nauheim) je německá filmová režisérka a scenáristka. Její třetí film Nikde v Africe (2001), adaptace autobiografické knihy Stefanie Zweigové, získal Oscara za nejlepší cizojazyčný film. Šlo o teprve druhé takové ocenění pro německý film v historii. Již její první celovečerní snímek, Jenseits der Stille (1996), byl na Oscara nominován.
Po střední škole žila rok ve Spojených státech. Po návratu do Německa se živila jako skriptka a asistentka režie ve filmovém studiu Bavaria Film. Od roku 1986 studovala na Mnichovské filmové a televizní akademii, a to obory dokumentaristika a mediální vztahy. Absolvovala v roce 1989 filmem Sommertage. Poté znovu pracovala pro Bavaria Film, zejména jako scenáristka. Napsala například několik epizod televizního kriminálního seriálu Der Fahnder. Roku 1996 dostala na plátna svůj první celovečerní film, jehož úspěch značil rozhodující přelom v jejím životě.
V roce 2009 v Praze zahajovala festival německy mluveného filmu Der Film.

## Filmografie
- 1996: Jenseits der Stille
- 1999: Pünktchen und Anton
- 2001: Nirgendwo in Afrika
- 2008: Im Winter ein Jahr
- 2013: Exit Marrakech
- 2018: Der Junge muss an die frische Luft
- 2019: Als Hitler das rosa Kaninchen stahl